# Удалеев, Сергей Фёдорович
Сергей Фёдорович Удалеев (1906 — неизвестно) — советский футболист, нападающий.

## Карьера
На юношеском уровне организованно футболом не занимался. За свою карьеру выступал в командах Трудкоммуны № 1 (Болшево) и «Спартак» (Москва).
За «Спартак» провел один матч 31 августа 1937 года, сразу после своего забитого гола на 43 минуте, был заменен. Домашний матч чемпионата СССР с московским «Локомотивов» матч завершился победой «Спартака» 3:1.